# IC 4251
IC 4251 ist eine linsenförmige Galaxie vom Hubble-Typ S0 im Sternbild Wasserschlange südlich des Himmelsäquators. Sie ist schätzungsweise 194 Millionen Lichtjahre von der Milchstraße entfernt.
Das Objekt wurde am 4. Mai 1904 von Royal Harwood Frost.